# Cano Millano

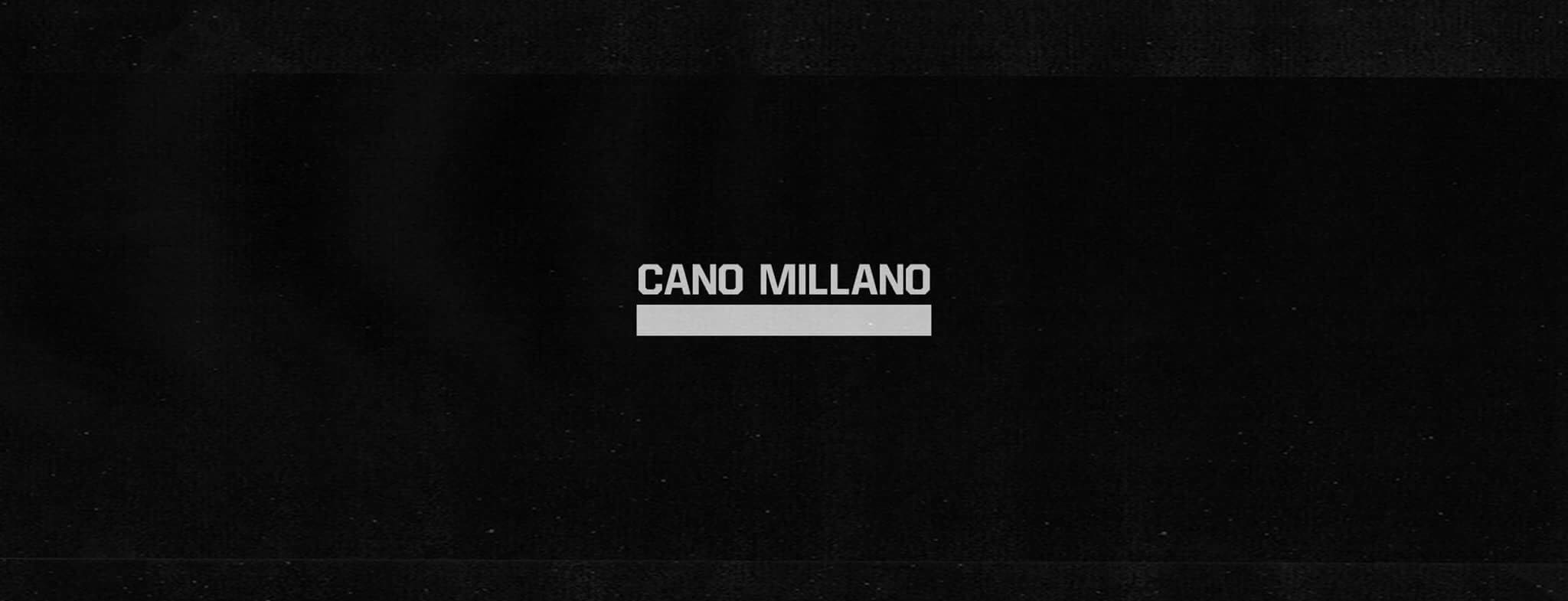
Producer

Cano Millano (* 7. Juli 1991 in Baden AG) ist ein Musikproduzent aus der Schweiz. Er wurde durch seine ersten Produktionen für Kurdo, Veysel, Jeyz usw. bekannt. Seit 2019 steht Cano Millano nun beim Musikverlag No Love Rights Management unter Vertrag.

## Musikalischer Werdegang
2014 lernte Cano Millano den Schweizer Musikproduzenten NIZA kennen und kollaborierte mit ihm auf diversen Alben. Den ersten Erfolg konnte er mit dem Song Stalin verzeichnen, welcher auf dem Album Vision von Kurdo erschienen ist.
Danach folgten weitere Produktionen u. a. für die Deutschrapper Veysel und Jeyz. 2019 gelang ihm ein weiterer Meilenstein durch seine Mitproduktion am Song "Fustani" von den albanischen Künstlern Elvana Gjata und Capital T.
Der Song entwickelte sich schnell zu einem Sommerhit und platzierte sich in diversen Ländern auf Platz 1 der Youtube Trends.
Innerhalb einem Jahr sammelte das Musikvideo über 35 Millionen Youtube-Views, weshalb Cano Millano Fustani als einen seiner grössten Erfolge zählt.
Im darauffolgenden Jahr arbeitete er erneut mit Capital T und beteiligte sich an der Produktion der Single "Je T'Aime" und später auch an Capital T's Album "Skulpture".

## Diskografie
- 2017: Kurdo – Stalin feat. Kollegah & Farid Bang
- 2017: Veysel – Spielgeld feat. Eunique
- 2017: Jeyz – So machen wir das hier (Part 2)
- 2017: Jeyz – Wenn der Vorhang fällt feat. Pa Sports
- 2018: Z – Balotelli[5] Single
- 2018: Jeyz & Calo (Rapper) – Milano Single
- 2018: Reda Rwena ft. Olexesh – SMS SMS
- 2019: NU (Rapper) feat. Xatar – Was Krieg Single
- 2019: Hanybal feat. Krime – Streetlife Single
- 2019: Rabit feat. Fjolla Hox – Na Dy Single
- 2019: Elvana Gjata feat. Capital T – Fustani Single
- 2019: Capital T – Akull Single
- 2019: NIZA x Young Zerka – Whine For Me Single
- 2019: NIZA x Young Zerka – Caramela
- 2019: NIZA x Young Zerka feat. Rabit – Pa Ndjenja
- 2020: Capital T - Je T'Aime Single
- 2020: AK x Flipp x Slitta - Dope Boy Single
- 2020: TANI - Icy Single
- 2020: Ra'is - Musik
- 2020: Jayo - Lass Los Single
- 2020: Capital T feat. Mente Fuerte - Mi Amor
- 2020: Kalazh44 - Mond feat. Hasan K.
- 2020: NU (Rapper) feat. Ra'is - Bis zum Ende
- 2020: NU (Rapper) - Nachtlang Wach
- 2020: Jeyz - Kalt wie Stahl Single
- 2020: Sin Boy - Lucifer
- 2021: Gesu - Senza Cuore Single
- 2021: TANI - Air Kisses Single
- 2021: Gesu - Respiro Single
- 2021: Drovn - La Muerte Single
- 2021: Drovn - Thor Single
- 2021: Rabit - Moon Single
- 2022: NU (Rapper) ft. Sugar MMFK - Jasmin 2
- 2022: Jeyz feat. Limit 29 - Aus dem Weg
- 2022: NU (Rapper) & Sugar MMFK - Risiko
- 2022: NU (Rapper) & Sugar MMFK - Ein Plan Single
- 2022: Drovn feat. Big Ben - La Pièce Single
- 2023: Solo439 feat. Jeyz - Original Single
- 2023: Massiv (Rapper) feat. Kaled - Mein Name
- 2023: TANI - Ëndërr Single
- 2023: Massiv (Rapper) & Arroganter Pate - Ya Hobi Single
- 2023: Manuellsen - Poppin‘ feat. Haftbefehl
- 2023: Manuellsen - Kein Erbarmen feat. Karbal & Asche
- 2023: Joelz - Klunker Single
- 2024: Gringo - Hot Pursuit 2 feat. Veysel, Kkalas, Kai 309 & DJ Tomekk Single
- 2024: Hayce Lemsi - Madame
- 2024: Gringo feat. Shabab - Lala Single
- 2025: Silla - Schneeweisse Nikes Single